# Cynanchum crassiantherae
Cynanchum crassiantherae là một loài thực vật có hoa trong họ La bố ma. Loài này được Liede mô tả khoa học đầu tiên năm 1996.